# Wiktor Chomczenko
Wiktor Wiktorowycz Chomczenko, ukr. Віктор Вікторович Хомченко (ur. 11 listopada 1994 w Łucku) – ukraiński piłkarz, grający na pozycji pomocnika.

## Kariera piłkarska
Wychowanek klubów Kowel i Wołyń Łuck, barwy których bronił w juniorskich mistrzostwach Ukrainy (DJuFL). Karierę piłkarską rozpoczął 8 lipca 2011 w drużynie młodzieżowej Wołyni Łuck, a 6 kwietnia 2013 debiutował w podstawowym składzie Wołyni w meczu z Metalistem Charków. 31 stycznia 2017 przeszedł do Karpat Lwów. 7 sierpnia 2017 został wypożyczony do Ruchu Winniki. 6 września 2018 został piłkarzem Awanhardu Kramatorsk. 28 lutego 2019 wrócił do Karpat Lwów. Nie zagrał żadnego meczu i za obopólną zgodą 6 maja kontrakt został rozwiązany.